# Андрусишин Богдан Іванович
Богда́н Іва́нович Андруси́шин (10 січня 1959, с. Хоростець, нині Тернопільського району Тернопільської області) — український історик, археограф, доктор історичних наук (1997), професор (1997).

## Життєпис
Закінчив Київський педагогічний інститут (1983). Від 1986 викладає в Київському педагогічному інституті (нині Український державний університет ім. М. Драгоманова): від 1997 — професор кафедри історії України, завідувач кафедри правознавства. Від 1998 — декан соціально-гуманітарного факультету, від 2006 директор Інституту політології та права, сформованого на базі факультету.
Вивчає соціально-економічну історію Української революції, історію держави, права та церкви в Україні 1917–1920, культурологічні питання етногенезу українського народу. Автор понад 170 наукових праць. Серед них — монографічні дослідження: «У пошуках соціальної рівноваги» (1995); «Церква в Українській державі 1917—1920 рр. (Доба Директорії УНР)» (1997); «З'їзд поневолених народів (8-15 березня 1917 р.)». (1994, у співавт.); курс лекцій "Методика викладання шкільного курсу «Основи правознавства» (у співавт., 2005) та ін.
Член редакційних колегій збірників наукових праць та журналів: «Юридичний журнал», «Наукові записки» НПУ ім. М. П. Драгоманова, «Пам'ять століть», «Український богослов», «Історичний календар» та ін. Відповідальний редактор часопису «Економіка і право». Член спецради із захисту дисертацій зі спеціальності «Політологія» та «Історія України», член експертної ради ВАК України з історії, голова секції соціально-гуманітарної освіти та правознавства Науково-методичної ради МОН України.
Заступник голови Національної спілки краєзнавців України (2012—2016), голова громадської організації «Феміда», заступник голови товариства «Просвіта» НПУ ім. М. П. Драгоманова.

## Звання і нагороди
- Відмінник освіти України (2001).
- Почесна грамота президії АПН України (2002),
- Ордени Св. Володимира ІІІ і ІІ ступенів (2002, 2004)
- «Знак пошани» Київського міського голови (2005)
- Почесна грамота Кабінету Міністрів України,
- Нагрудний знак «Василь Сухомлинський» (2007),
- Заслужений діяч науки і техніки України (2009).
- Почесний краєзнавець України (2012).
- Лауреат Премії імені Героя України Михайла Сікорського Національної спілки краєзнавців України (2016).

## Список наукових праць
- V (позачерговий) з'їзд Національної спілки краєзнавців України, 23 січня 2012 року, Київський міський будинок учителя: матеріали та документи / Нац. спілка краєзнавців України; редкол.: О. П. Реєнт, Б. І. Андрусишин, Є. В. Букет та ін.; упоряд.: В. Дмитрук, Р. Маньковська]. — Київ: Національна спілка краєзнавців України, 2012. — 181 с.
- Реєнт О. П. З'їзд поневолених народів (8-15 вересня 1917 р.). (21—28 вересня н. ст.) / О. П. Реєнт, Б. І. Андрусишин; Національна Академія наук України, Інститут історії України. — Київ, 1994. — 72 с. — (Історичні зошити).
- Андрусишин Б. Західні українці у державному апараті УНР // Наукові записки інституту політичних і етнонаціональних досліджень: збірник / Інститут політичних і етнонаціональних досліджень. Національна Академія наук України. — Київ, 2000. — С. 3-10. — (Політологія і етнологія; Вип. 10).
- Андрусишин Б. І. Методика викладання шкільного курсу «Основи правознавства»: підручник / Б. І. Андрусишин, А. М. Гуз. — Київ: Знання, 2008. — 301 с. — (Вища освіта XXI століття).
- Андрусишин Б. І. Михайло Максимович в оцінках Михайла Драгоманова / Б. І. Андрусишин, В. А. Короткий // Другі міжнародні Драгоманівські читання: матеріали до 165-річчя з дня народження Михайла Драгоманова. — Київ, 2006. — Вип. 1.
- Нариси історії професійних спілок України / Федерація Профспілок України; Гол. редкол. О. М. Стоян, М. Л. Головко, М. Л. Дубровський та ін.; Авт.: О. П. Реєнт, Б. І. Андрусишин, Д. М. Балан, Р. Я. Берест та ін. — Київ, 2002. — 732 c.
- Андрусишин Б. Освіченість, виплекана духовністю // Пам'ять століть. Планета: історичний науковий та літературний журнал / Мін. освіти і науки Укр.; Нац. пед. ун. ім. Михайла Драгоманова. — Київ, 2010. — № 6 (88). — С. 209—214.
- Андрусишин Богдан Иванович. Создание наркомтруда Украины и его деятельность (ноябрь 1918 — август 1919 гг.): Автореф. дис. … канд. ист. наук: 07.00.02 / Андрусишин Богдан Иванович; КГУ им. Т. Г. Шевченко. — Киев, 1990. — 16 с. (рос.)
- Андрусишин Б. И. Создание Наркомтруда Украины и его деятельность. (ноябрь 1918 — август 1919 гг.).: Дис… канд. ист.наук: 07.00.02 / Андрусишин Б. И.; КГУ им. Т.Шевченко. — К., 1990. — 291 л. — Бібліогр.: л. 255-291. (рос.)
- Андрусишин Б. Соціально-економічні погляди С. Петлюри // Центральна Рада і український державотворчий процес (до 80-річчя створення Центральної Ради): матеріали наукової конференції 20 березня 1997 р.: (у 2-х частинах) / НАНУ, Ін-т історії України; відп. ред. В. А. Смолій. — Київ, 1997. — Ч. 2. — С. 347—364.
- Андрусишин Б. Становлення та розвиток шкільної правової освіти в Україні / Б. Андрусишин, А. Гуз // Юридичний журнал: Аналітичні матеріали, коментарі, судова практика / МОН України; НПУ ім. Драгоманова; Ін-т політології та ін. — Київ, 2007. — № 4. — С. 88-96.
- Трансформація політичних систем на постсоціалістичному просторі: матеріали міжнародної науково-теоретичної конференції: 8-9 лютого 2006 року / МОН України; Нац. пед. ун-т ім. М. П. Драгоманова; творче об'єд. «Нова парадигма»; Громад. орг. «Феміда», Фонд «Співдружність»; укладач Г. О. Нестеренко; за ред. В. П. Беха; ред. рада: В. П. Андрущенко, Б. І. Андрусишин та ін. — Київ: НПУ імені М. П. Драгоманова, 2006. — 364 с.
- Андрусишин Б. І. У пошуках соціальної рівноваги: Нарис історії робітничої політики українських урядів революції та визвольних змагань 1917—1920 рр. — К., 1995.
- Андрусишин Б. І. Церква в Українській Державі 1917—1920 рр. (доба Директорії УНР): Навчальний посібник для студентів вищ.закладів освіти / Б. І. Андрусишин. — Київ: Либідь, 1997. — 176 с.